# Hahnenbach
Hahnenbach ist eine Ortsgemeinde im Landkreis Bad Kreuznach in Rheinland-Pfalz. Sie gehört der Verbandsgemeinde Kirner Land an.

## Geographische Lage
Der Ort liegt am gleichnamigen Hahnenbach, der bei Kirn in die Nahe mündet.

## Geschichte
Ebenso wie bei dem Dorf Hennweiler (früher: Hanenwilare) dürfte der Ortsname von Hahnenbach (früher: Hanenbach) auf den Leitnamen einer fränkischen Adelssippe zurückgehen, der Haganonen. Sie waren ab dem 7. Jahrhundert als Angehörige eines sog. „Reichsadels“ im rheinhessischen Raum begütert und ansässig. Nachfahren dieser Familiensippe hatten vermutlich im 7./8. Jahrhundert bei der Erschließung der Waldgebiete zwischen Mosel und Naheland urbar gemacht und Siedlungen gegründet. Viele Ortsnamen gehen daher auf den Besitzer, Gründer oder Vorsteher einer Siedlung zurück, von dem der Hof oder das spätere Dorf den Namen erhielt.
Im hohen und späten Mittelalter war Hahnenbach im Besitz der Herren von Stein (Steinkallenfels), d. h. die Bewohner des Dorfes waren den dortigen Burgherren dienst- und abgabenpflichtig.
Nach der Erbauung der Burg Wartenstein durch den Ritter Tilmann vom Stein (1357) wurde Hahnenbach Teil der Herrschaft Wartenstein, die als kurtrierisches Amt Weiden die Orte Hahnenbach, Weiden, Herborn sowie ein Teil von Niederhosenbach und Königsau umfasste.
Während das Amt Hennweiler unter pfalz-zweibrückischer Landeshoheit stand, war im Amt Weiden der Kurfürst von Trier oberster Lehensherr. Beide Ämter wurden ab dem 16. Jahrhundert von einem Amtmann in Personalunion von Wartenstein aus verwaltet. Nachdem ab ca. 1400 verschiedene Familien aus dem niederen Adel über Wartenstein Herrschaftsrechte ausgeübt hatten, wurden im 16. Jahrhundert die Herren von Schwarzenberg und nach deren Aussterben (1583) die Herren von Warsberg die alleinigen Herren der Herrschaft Wartenstein, die bis zur Besitzergreifung des Linken Rheinufers durch die Franzosen bestanden hat.
Während der französischen Herrschaft (1798–1814) war Hahnenbach eine von 12 Landgemeinden, die zusammen mit dem Hauptort Kirn die „Mairie Kirn“ bildeten und zum Arrondissement Simmern gehörten. Unter preußischer Landesherrschaft und nach kurzzeitiger Zugehörigkeit zum Kreis Simmern (1815/16) und zum Kreis Oberstein (1816/17) kam die in „Bürgermeisterei Kirn“ umbenannte Gebietskörperschaft „Mairie Kirn“ am 16. April 1817 an den Kreis Kreuznach. Hahnenbach verblieb als Gemeinde innerhalb dieser Gebietskörperschaft, die nach mehreren Gebiets- und Verwaltungsreformen (1817/1858/1894/1927/1940/1969/70) die heutige Verbandsgemeinde Kirn-Land bildet.
Statistik zur Einwohnerentwicklung
Die Entwicklung der Einwohnerzahl von Hahnenbach, die Werte von 1871 bis 1987 beruhen auf Volkszählungen:
| Jahr | Einwohner |
| 1815 | 165       |
| 1835 | 211       |
| 1871 | 201       |
| 1905 | 257       |
| 1939 | 271       |
| 1950 | 293       |

| Jahr | Einwohner |
| 1961 | 467       |
| 1970 | 590       |
| 1987 | 634       |
| 2005 | 603       |
| 2022 | 541       |

## Politik

### Bürgermeister
Ortsbürgermeister ist Mathias Vier. Bei der Kommunalwahl am 26. Mai 2019 wurde er gewählt und Nachfolger von Franco Sicuranza, der nicht mehr für dieses Amt kandidiert hatte. Vier wurde im Juni 2024 wiedergewählt.

### Wappen
| Wappen von Hahnenbach | Blasonierung: „Schild gespalten, vorne in Schwarz ein silberner, goldgekrönter, -bewehrter und -gezungter Löwe, hinten in Gold ein blauer Hahnenkopf über einem blauen Wellenbalken.“ |
| Wappen von Hahnenbach | Wappenbegründung: Der Löwe nimmt Bezug zur Herrschaft Wartenstein (Trierer Lehen an Herren von Warsberg).Hahnenkopf und Wellenbalken nehmen Bezug zum Ortsnamen. Das Wappen ist redend. Der Gemeinderat beauftragte am 30. November 1963 den Grafiker Brust, Kirnsulzbach, einen Entwurf für ein Gemeindewappen zu erarbeiten. In der Sitzung am 28. April 1964 nahm der Rat den vorgelegten Entwurf an. Nach Zustimmung durch das Staatsarchiv erteilte das Ministerium des Innern in Mainz am 12. Mai 1965 die Genehmigung zur Führung eines eigenen Wappens. |

## Religion
Die Einwohner von Hahnenbach sind überwiegend evangelisch. Die evangelische Kirche, ein neubarockes Hexagon aus Bruchstein, wurde 1948/1949 gebaut. Sie gehört zur Kirchengemeinde Hennweiler-Oberhausen der Evangelischen Kirche im Rheinland.
Darüber hinaus existiert eine katholische Kapelle. Dieser barockisierende Saalbau von 1933 wird vom Pfarramt St. Pankratius in Kirn im Bistum Trier betreut.

## Persönlichkeiten
- Lothar Schmidt (1949–2020), ehemaliger Brigadegeneral der Bundeswehr

## Wirtschaft und Infrastruktur

### Verkehr
Im Süden verläuft die Bundesstraße 41. In Kirn ist ein Bahnhof der Bahnstrecke Bingen–Saarbrücken.

### Ansässige Unternehmen
- ESO Electronic Service Ottenbreit GmbH